# 마스터/슬레이브 (기술)

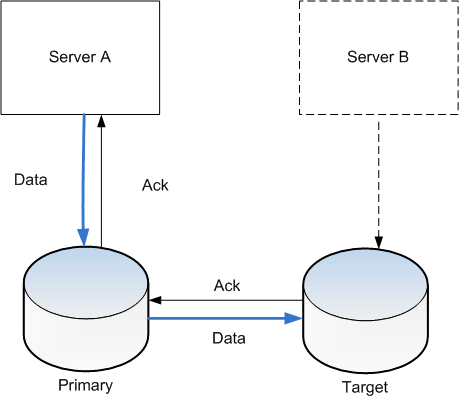

마스터/슬레이브(Master/slave)는 장치나 프로세스(마스터)가 하나 이상의 다른 장치나 프로세스(슬레이브)를 통제하고 통신 허브 역할을 하는 비대칭 통신 및 제어 모델을 의미한다. 일부 시스템에서 마스터는 적절한 장치들 그룹에서 선택되며 다른 장치들은 슬레이브 역할을 수행한다.
역사적으로 마스터/슬레이브라는 용어는 수십년 간 존재해왔으나 21세기에 해당 용어들이 노예제와 관련된다는 이유로 비평의 대상이 되고 있으며 일부 단체와 제품에서는 다른 대안이 되는 용어로 대체하고 있다.

## 예시
- 전기장치에서 마스터/슬레이브 관계는 다음의 시나리오 중 하나를 설명한다:
  - 병렬 ATA 하드 드라이브 배치. 마스터, 슬레이브라는 용어가 사용되지만 어느 드라이브도 서로를 통제하지는 않는다. 그러나 이 용어는 공유 통신 인터페이스를 사용할 때 어느 장치가 우선 순위를 지니는지를 지시한다.
  - 하나 이상의 슬레이브 클럭을 클럭 네트워크의 일부로 동기화하기 위해 사용되는 시간 신호를 제공하는 마스터 클럭
- 데이터베이스 복제에서 마스터 데이터베이스는 권위가 있는 소스로 간주되며 슬레이브(레플리카) 데이터베이스는 해당 소스에 동기를 맞춘다.

## 용어 문제
2003년, 캘리포니아주 로스앤젤레스군은 제조업체들, 제공업체들에게 마스터와 슬레이브라는 용어를 제품에 사용하는 일을 중단하라고 요청하였다. 이 군은 로스앤젤레스군의 문화적 다양성과 민감성에 기반을 두고 요청한 것이다.

### 대체 용어
기존 용어를 대체하기 위해 각기 다른 용어가 채택되고 있다. 일부 예는 다음을 포함한다:
- Controller/Agent
- Primary/Secondary
- Primary/Replica
- Master/Replica
- Source/Replica
- Master/Standby
- Master/Minion
- Provider/Consumer
- Master/Puppet
- Controller/Peripheral
- Initiator/Follower
- Client/Server

## 같이 보기
- 버스 마스터링